# Aktion Neue Rechte (Deutschland)

Logo der Aktion Neue Rechte

Die Aktion Neue Rechte (ANR) war eine Abspaltung der Nationaldemokratischen Partei Deutschlands (NPD) und bestand von 1972 bis 1974. Die ANR gilt als „Urzelle“ beziehungsweise als „Beginn“ einer Neuen Rechten in Deutschland.

## Geschichte
Die Gründung der ANR war eine Folge der innerparteilichen Krise der NPD, die nach dem Bundestagswahlkampf 1969 einsetzte und sich durch Richtungskämpfe und eine zunehmende Radikalisierung ausdrückte. Das im Zuge der Aktion Widerstand entstandene aktionistische Potential wollte der Landesvorsitzende der NPD Bayern, Siegfried Pöhlmann, sammeln und für eine Erneuerung des „Alten Nationalismus“ nutzen.
Pöhlmann war einer der bedeutendsten Rivalen des Bundesvorsitzenden Adolf von Thadden, den er 1971 wegen dessen zu legalistischen Kurses, der Pöhlmann zufolge die sinkende Popularität der NPD verursacht habe, angriff. Auf dem Holzmindener Parteitag der NPD 1971 unterlag Pöhlmann Martin Mußgnug, den der kurz zuvor zurückgetretene Thadden als neuen Vorsitzenden vorgeschlagen hatte. Pöhlmann verließ daraufhin mit seinem Flügel die NPD und gründete die ANR.

### Gründung
Die Aktion Neue Rechte wurde am 9. Januar 1972 in München von Pöhlmann gegründet, der kurz vorher auf dem Parteitag des bayerischen NPD-Landesverbandes am gleichen Tag nach einer Kampfrede spektakulär aus der Partei ausgetreten war. An der anschließenden ANR-Gründungsveranstaltung im Münchner Augustiner-Keller nahmen, neben etwa ein Drittel der NPD-Delegierten aus dem Parteitag, insgesamt zirka 460 Delegierte aus der ganzen Bundesrepublik teil.
Neben zahlreichen Mitgliedern der bayerischen NPD und der Jungen Nationaldemokraten beteiligten sich laut Verfassungsschutzbericht des Bundes von 1972 zwölf Organisationen mit insgesamt 400 Mitgliedern und sieben verschiedenen Publikationen an der ANR, darunter Friedhelm Busses Partei der Arbeit / Deutsche Sozialisten, der Arbeitskreis Junges Forum um Lothar Penz und Henning Eichberg, der Flügel der Unabhängigen Arbeiter-Partei (UAP) um Wolfgang Strauß, die Berliner Außerparlamentarische Mitarbeit (APM) um Sven Thomas Frank sowie weitere „volkssozialistische“ oder „nationalrevolutionäre“ Gruppen.

### Interne Konflikte
In der ANR sammelten sich somit drei verschiedene Strömungen der damaligen neuen Rechten, die in Folge miteinander um die ideologische Vormachtstellung innerhalb der Organisation rangen: junge Intellektuelle aus nationalrevolutionären Basisgruppen, nationalkonservative NPD-Funktionäre und Vertreter einer hitleristischen Richtung. Die internen Flügelkämpfe wurden im Januar 1972 verschärft durch den Eintritt der ANR in den Freiheitlichen Rat (FR), eine von Gerhard Frey und Alfred E. Manke initiierte Sammlungsbewegung, die Protest-Aktionen gegen die anstehende Ratifizierung des Moskauer Vertrages und des Warschauer Vertrages durch den Deutschen Bundestag zum Ziel hatte (nationalrevolutionäre und neonazistische Kräfte, sowohl in als auch außerhalb der ANR, lehnten die Pöhlmannsche Beteiligung ab und organisierten stattdessen eigene Demonstrationen gegen die Ostverträge mit der UAP beziehungsweise der Blauen Adlerjugend unter Führung von Wolfgang Strauß). Die internen Differenzen erfuhren eine Steigerung, als ab April 1972 Pöhlmann aus finanziellen Gründen das offizielle ANR-Organ Recht und Ordnung (RuO) von Frey verlegen ließ. Frey und seine Organisationen galten bei den Nationalrevolutionären und Militanten als Repräsentanten der konservativen „Alten Rechten“, von der man sich bewusst getrennt hatte. Vertreter des nationalrevolutionären Flügels gründeten daraufhin die Zeitschrift Neue Zeit, die von Wolfgang Strauß geleitet wurde und in der Strauß, Henning Eichberg, Uwe Michael Troppenz unter dem Pseudonym Michael Meinrad, Wolfgang Günther unter dem Pseudonym Gert Waldmann und Fritz Joss die wichtigsten Grundsatzartikel verfassten.
Auf dem ersten ordentlichen Bundeskongress der ANR vom 6. und 7. Januar 1973 wurde ein Vorstand gewählt, der aus Vertretern aller rivalisierenden Fraktionen bestand. Pöhlmann wurde in seinem Amt bestätigt. Vorstandsmitglieder wurden Peter Stöckicht und Helmut Heinze. Generalsekretär wurde Georg-Wilhelm Burre, das Referat Ideologie erhielt Rüdiger Schrembs, das Referat Schulung Richard Vahlberg und das Referat Strategie Friedhelm Busse. Manfred Clench wurde Bundesschatzmeister. Auf dem Bundeskongress wurde der Austritt aus dem Freiheitlichen Rat beschlossen. Mit der Aufnahme von Lothar Penz und Hans Amhoff in einen erweiterten Vorstand setzten sich die Nationalrevolutionären in der ANR durch. Penz und Amhoff waren ebenfalls für den Schulungsbereich der ANR verantwortlich. Im Juni 1973 wurde der Vertrag mit Frey über die Zeitschrift Recht und Ordnung gekündigt und stattdessen die Zeitschrift Neue Zeit als „Organ für europäischen Sozialismus“ zur offiziellen ANR-Zeitschrift erhoben.
Diese neue Entwicklung führte im Sommer 1973 zu erneuten Spannungen. Aus Protest gegen das Erstarken der Nationalrevolutionären legten Peter Stöckicht und Friedhelm Busse ihre Ämter nieder und leiteten so den Auszug der militanten und „volkssozialistischen“ Fraktion aus der ANR ein.

### Zerfall
Doch die Auseinandersetzungen zwischen den beiden verbleibenden Fraktionen eskalierten weiter und mündeten nach gerichtlichen Auseinandersetzungen und gegenseitigen Ausschlüssen im Februar 1974 in einer Spaltung zwischen den Anhängern Pöhlmanns und den nationalrevolutionären Anhängern des Generalsekretärs Georg-Wilhelm Burre. Pöhlmann behielt per Gerichtsbeschluss den Namen ANR.
Am 2. März 1974 wählte die ANR auf ihrem Bundeskongress in Gerolzhofen einen neuen Vorstand mit Pöhlmann an der Spitze. Zeitgleich trafen sich die Anhänger Burres in Würzburg und konstituierten provisorisch eine Nationalrevolutionäre Aufbauorganisation (NRAO; die NRAO spaltete sich kurz nach ihrer Gründung wieder, ihr größerer Flügel versammelte sich unter Einfluss von Eichberg als Sache des Volkes/NRAO). Diese Spaltung schwächte die ANR erheblich, da die aktiven Kräfte überwiegend bei den Nationalrevolutionären verblieben und die ANR-Aktivitäten abebbten. Pöhlmann versuchte noch erfolglos die ANR als Partei zu etablieren.

## Inhaltliches Profil
Die ANR-Grundsatzerklärung wurde von Henning Eichberg verfasst und erschien Anfang 1972 in der nationalrevolutionären Zeitschrift Junges Forum. In diesem Manifest einer europäischen Bewegung wurden die wesentlichen Orientierungspunkte einer „Neuen Rechten“ postuliert: die Vorstellung eines antimarxistischen und antikapitalistischen „europäischen Sozialismus“, die Forderung zur „Schaffung einer Leistungsgemeinschaft“, die nicht auf der Chancengleichheit für jedes Individuum in der Gesellschaft, sondern auf der „Gleichheit der Chancen für alle“ basiert, die Unterstützung eines antiimperialistischen „Befreiungsnationalismus“ und die Kampfansage gegen die „Umerzieher“ und eine „Erziehungsdiktatur“ für eine zu schaffende „Grossmacht Europa“. Im Mitgliedsausweis der ANR konnte man die Hauptlosungen nachlesen: „Kampf dem Kommunismus – Kampf dem materialistischen Kapitalismus – für eine neue Ordnung – Gemeinschaftsinteresse geht vor Profitinteresse, Arbeit geht vor Kapital.“

## Bekannte Mitglieder
- Michael Kühnen[9]
- Friedhelm Busse
- Peter Weinmann, V-Mann des Verfassungsschutzes